# Gerichtsamt Döbeln
Das Gerichtsamt Döbeln war in den Jahren zwischen 1856 und 1874 die unterste Verwaltungseinheit und von 1856 bis 1879 nach der Abschaffung der Patrimonialgesetzgebung im Königreich Sachsen Eingangsgericht. Es hatte seinen Amtssitz in der Stadt Döbeln.

## Geschichte
Nach dem Tod des Königs Friedrich August II. von Sachsen wurde unter dessen Nachfolger König Johann nach dem Vorbild anderer Staaten des Deutschen Bundes die Abschaffung der Patrimonialgesetzgebung verordnet. An die Stelle der bisher im Königreich Sachsen in Stadt und Land vorhandenen Gerichte der untersten Instanz traten die zentral gelegenen Bezirksgerichte und Gerichtsämter in nahezu allen größeren Städten. Die Details der Verwaltungsreform regelten das sächsische Gerichtsverfassungsgesetz vom 11. August 1855 und die Verordnung über die Bildung der Gerichtsbezirke vom 2. September 1856.
Stichtag für das Inkrafttreten der neuen Behördenstruktur im Königreich Sachsen war der 1. Oktober 1856. Das neu gebildete Gerichtsamt Döbeln unterstand dem Bezirksgericht Oschatz. Der Gerichtsbezirk war Bestandteil der Amtshauptmannschaft Döbeln innerhalb der Kreisdirektion Leipzig. Aufgelöst wurden das Justizamt Leisnig, das Stadtgericht Döbeln, das Königliche Gericht Döbeln, das Gericht des Hospitals St. Georgen vor Döbeln (ab 1840: Königliches Gericht St. Georgen vor Döbeln) und mehreren Patrimonialgerichte.
Der Sprengel des Gerichtsamt Döbeln umfasste folgende Ortschaften:
| - Döbeln - Auterwitz - Baderitz - Beutig - Bischofswiese - Bormitz bei Döbeln - Döschütz - Dreißig - Dürrweitzschen bei Mochau - Ebersbach - Forchheim - Gadewitz - Gärtitz - Glaucha - Gohris - Goselitz - Greußnig mit Neugreußnig - Großbauchlitz - Großsteinbach - Hermsdorf mit Neuhäusel - Höckendorf bei Technitz - Jeßnitz - Kattnitz - Keuern - Kleinbauchlitz | - Kleinmockritz - Kobelsdorf - Limmritz (Groß- und Klein-) - Lüttewitz bei Zschaitz - Lützschnitz - Mannsdorf mit Neumannsdorf - Masten - Merschütz - Miera - Mischütz - Mochau - Mockritz - Möbertitz - Möckwitz - Naußlitz - Neudörfchen bei Döbeln (Neudorf) - Niederranschütz - Niedersteina - Niederwutzschwitz - Nöthschütz - Noschkowitz - Obergoseln - Oberranschütz - Obersteinbach - Oberwutzschwitz | - Ostrau bei Jahna - Ottewig - Pommlitz bei Simselwitz - Präbschütz - Prüfern - Redemitz - Rittmitz - Schallhausen - Schlagwitz bei Rittmitz - Schweta - Simselwitz mit Schickenhäusern - Sörmitz - Stockhausen - Strölla - Technitz - Trebanitz mit Münchshof - Tronitz - Wöllsdorf - Zschäschütz - Ziegra - Zschackwitz - Zschaitz - Zschepplitz - Zschörnewitz (Ober-, und Nieder-) - Zunschwitz - Zweinig |

Nach der Neustrukturierung der Gerichtsorganisation gemäß dem Gesetz über die Organisation der Behörden für die innere Verwaltung vom 21. April 1873 gingen die Verwaltungsbefugnisse der Gerichtsämter zum 15. Oktober 1874 auf die umgestalteten bzw. neu gebildeten Amtshauptmannschaften über. Seitdem das bisherige königliche Gericht als königliches Gerichtsamt bezeichnet wurde, führte sein Vorstand den Titel Gerichtshauptmann.
Die Verwaltungsaufgaben des Gerichtsamts Döbeln wurden im Zuge der Neustrukturierung der sächsischen Gerichtsorganisation gemäß dem Gesetz über die Organisation der Behörden für die innere Verwaltung vom 21. April 1873 mit Wirkung vom 15. Oktober 1874 in die Amtshauptmannschaft Döbeln innerhalb der Kreishauptmannschaft Leipzig mit Sitz in der Stadt Döbeln integriert. Das Gerichtsamt war damit nur noch Gericht, die Trennung der Rechtsprechung von der Verwaltung umgesetzt.
Das Gerichtsamt Döbeln wurde 1879 auf Grund des Gesetzes über die Bestimmungen zur Ausführung des Gerichtsverfassungsgesetzes im Deutschen Reich vom 27. Januar 1877 und des Gesetzes über die Zuständigkeit der Gerichte in Sachen der nichtstreitigen Gerichtsbarkeit vom 1. März 1879 durch das neu gegründete Amtsgericht Döbeln abgelöst.

## Schriftliche Überlieferung
Die Archivalien des Gerichtsamts Döbeln werden als Bestand 20088 Gerichtsamt Döbeln heute im Sächsischen Staatsarchiv – Staatsarchiv Leipzig verwaltet.

## Gerichtsgebäude

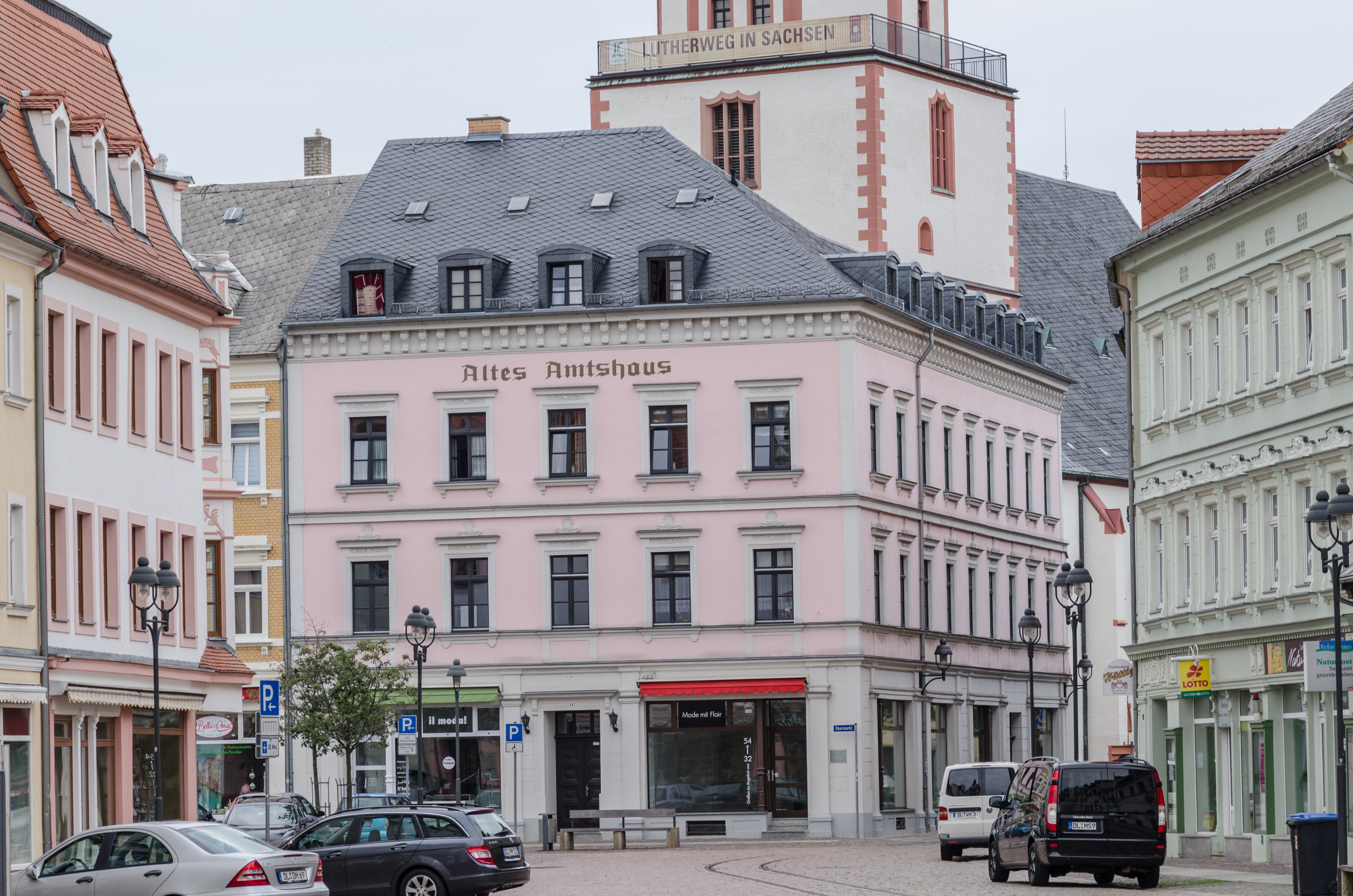
Altes Amtshaus

Als Gerichtsgebäude wurde das alte Amtshaus und benachbarte Gebäude genutzt. Dieses wurde vorher vom Justizamt Döbeln und danach (bis zum Neubau des Amtsgerichts um 1900) vom Amtsgericht Döbeln genutzt. Es steht unter Denkmalschutz.

## Richter
Die Leiter des Gerichtsamts trugen den Titel Gerichtsamtmann. Dies waren:
- 1856–1870: Johann Heinrich Ferdinand Fleck (vorher Justitiar beim Kgl. Gericht Döbeln)
- 1870–1877: Rudolph Franz (vorher Gerichtsamtmann beim Gerichtsamt Sayda)
- 1878–1879: Julius Ferdinand Damm (vorher Gerichtsamtmann beim Gerichtsamt Meißen)

## Weblink
- Eintrag zum Gerichtsamt Döbeln im Digitalen historischen Ortsverzeichnis von Sachsen